# Červen 2021
Toto je archivovaný článek z portálu Aktuality.
2. června – středa
 Jicchak Herzog byl zvolen izraelským prezidentem. 
 Po požáru se v Ománském zálivu potopila největší loď íránského vojenského námořnictva. 
 Poslanecká sněmovna schválila vydávání občanských průkazů s čipy, na nichž budou otisky prstů. 

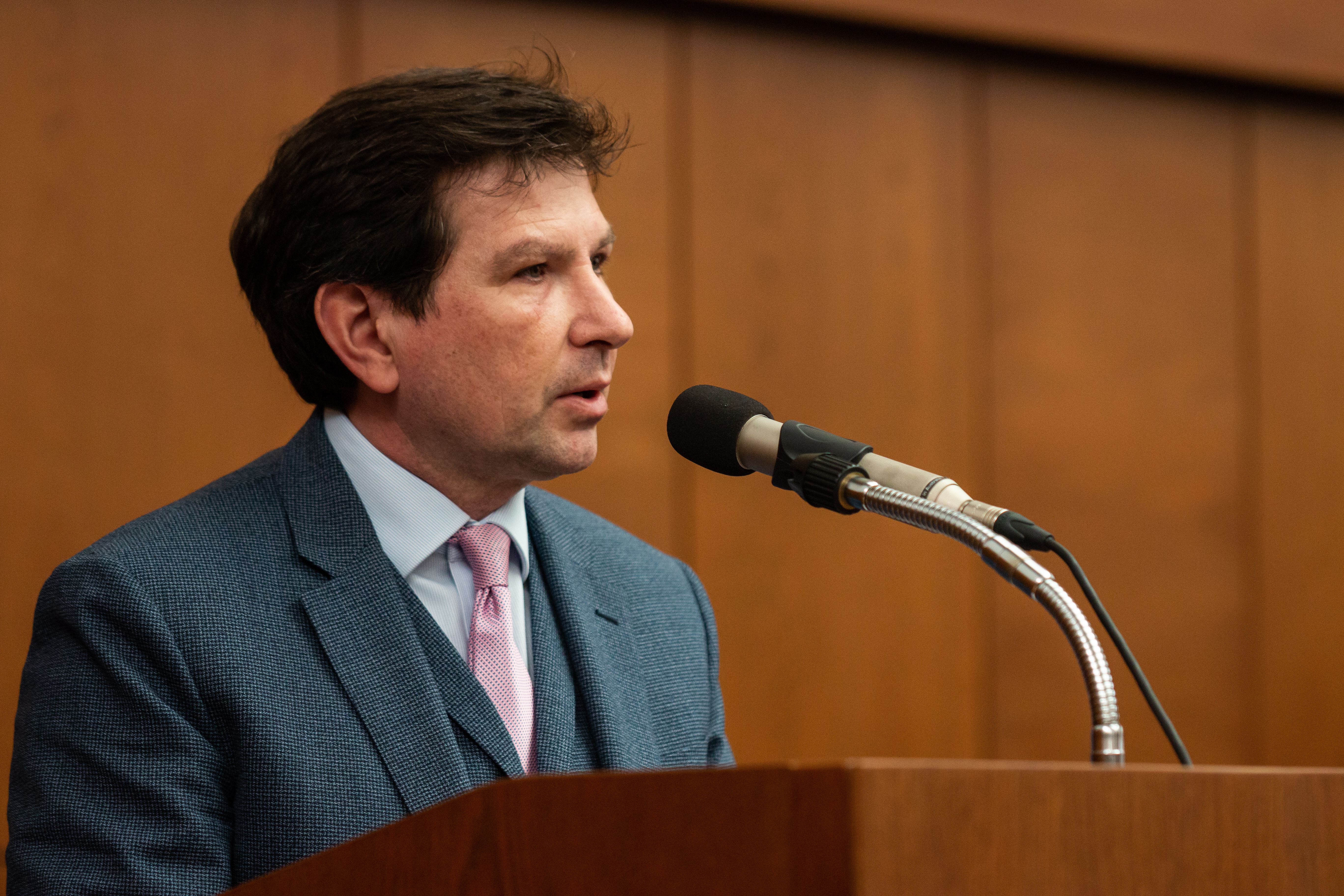
Martin Bareš

 Malajsijský vzdušný prostor asi 60 námořních mil od ostrova Borneo narušilo 16 čínských letadel. Mezi letouny byli Iljušin Il-76 a Xian Y-20. 
3. června – čtvrtek
 Po několikadenním požáru se singapurská kontejnerová loď s 25 tunami chemikálií u srílanského hlavního města Kolombo se začala potápět a hrozí ekologickou katastrofou. 
 Vláda Andreje Babiše ustála hlasování o vyslovení nedůvěry v Poslanecké sněmovně. 
 Novým předsedou České konference rektorů byl zvolen rektor Masarykovy univerzity Martin Bareš (na obrázku). 
 Po tříleté rekonstrukci Národní památkový ústav zpřístupnil zámek ve Vimperku. 
 Dánský parlament schválil zákon umožňující posílat migranty do třetích zemí. 
4. června – pátek
 Po explozích v továrně na výrobu munice v srbském Čačaku úřady evakuovaly zaměstnance a obyvatele z okolí. 
 Francouzská policie vyklidila provizorní stanový tábor v Calais, který obývalo okolo 500 migrantů. 

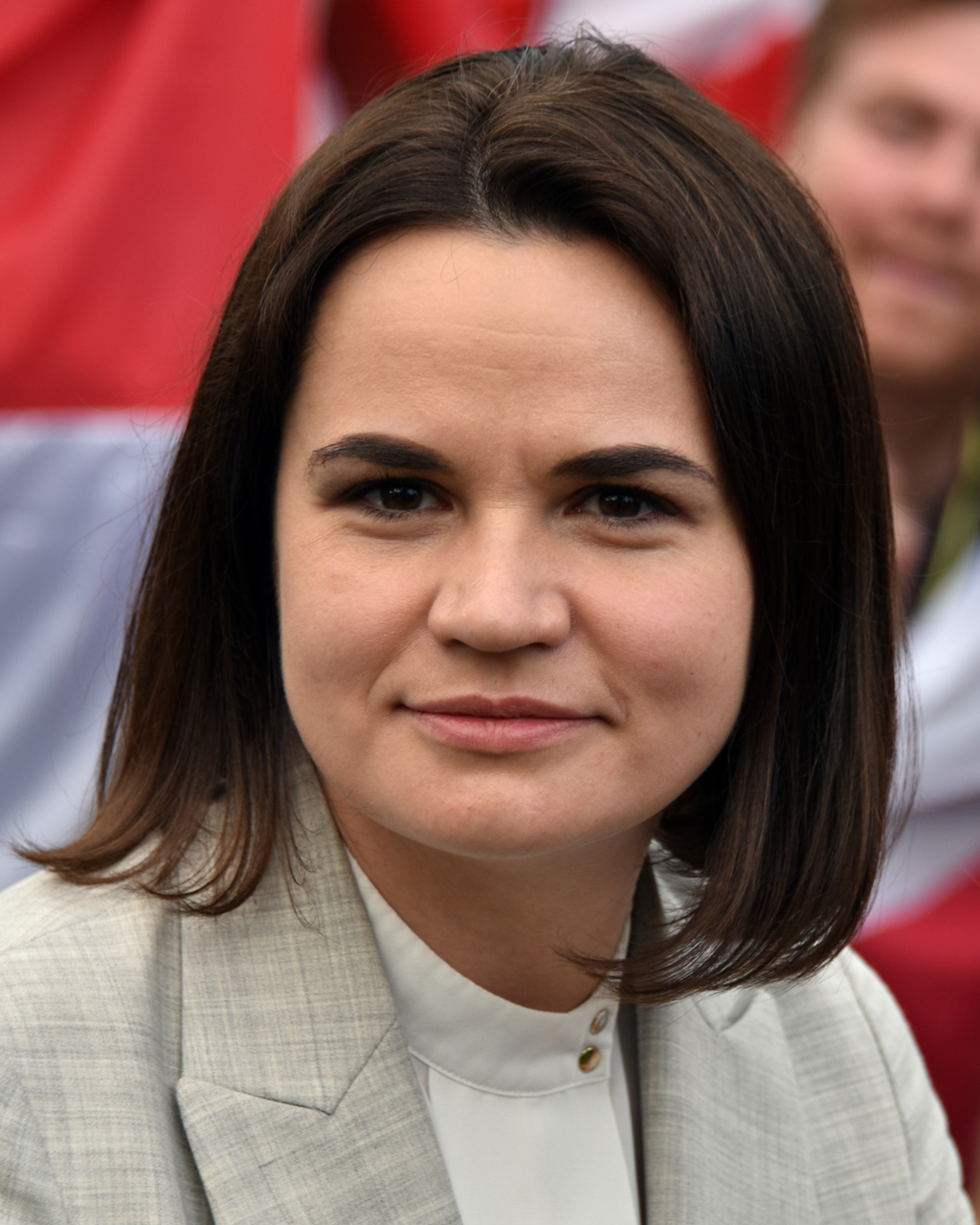
Svjatlana Cichanouská

 Společnost Facebook oznámila zablokování účtů amerického exprezidenta Donalda Trumpa do ledna 2023. 
 Narodila se Lilibet Diana Mountbattenová-Windsorová, dcera vévodů Meghan a Harryho. 
5. června – sobota

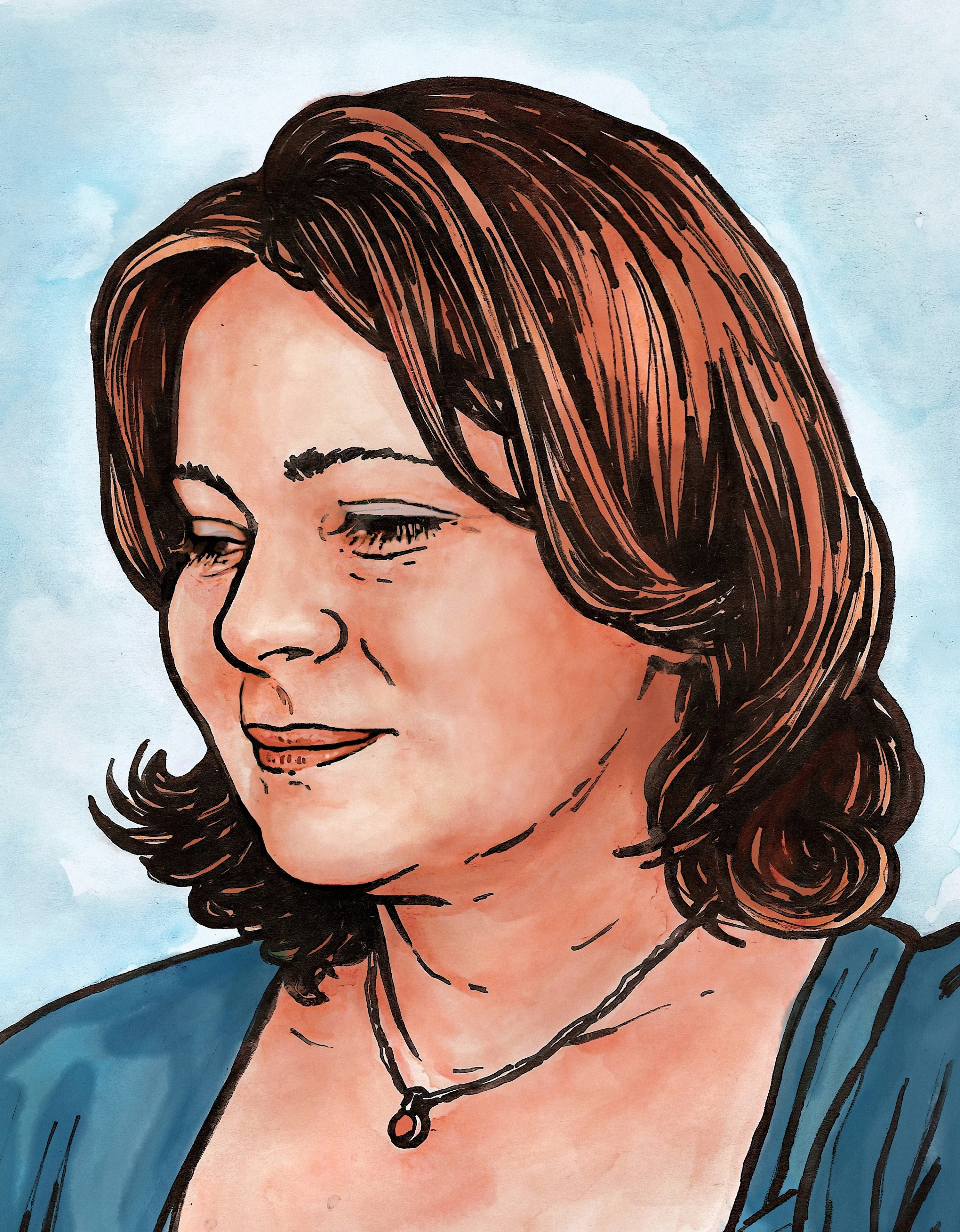
Libuše Šafránková

 Čtyři roky po požáru byla dokončena rekonstrukce kostela Božího Těla v třineckých Gutech. 
 Běloruská opoziční vůdkyně Svjatlana Cichanouská (na obrázku) se ve Varšavě zúčastnila odhalení pomníku hnutí Solidarita. 
8. června – úterý
 Byly vyhlášeny literární ceny Magnesia Litera 2021 a knihou roku se stala Shakespearova Anglie od Martina Hilského. 
 Chorvatské město Šibenik bylo zasaženo zemětřesením o síle 4,7 na Richterově stupnici. 
9. června – středa
 Ve věku 68 let zemřela česká herečka Libuše Šafránková (na obrázku). 
 Český prezident Miloš Zeman s manželkou Ivanou odcestoval na pracovní návštěvu Rakouska. 
 Albánský parlament sesadil prezidenta Ilira Metu pro podezření, že v dubnových volbách stranil opozici. 

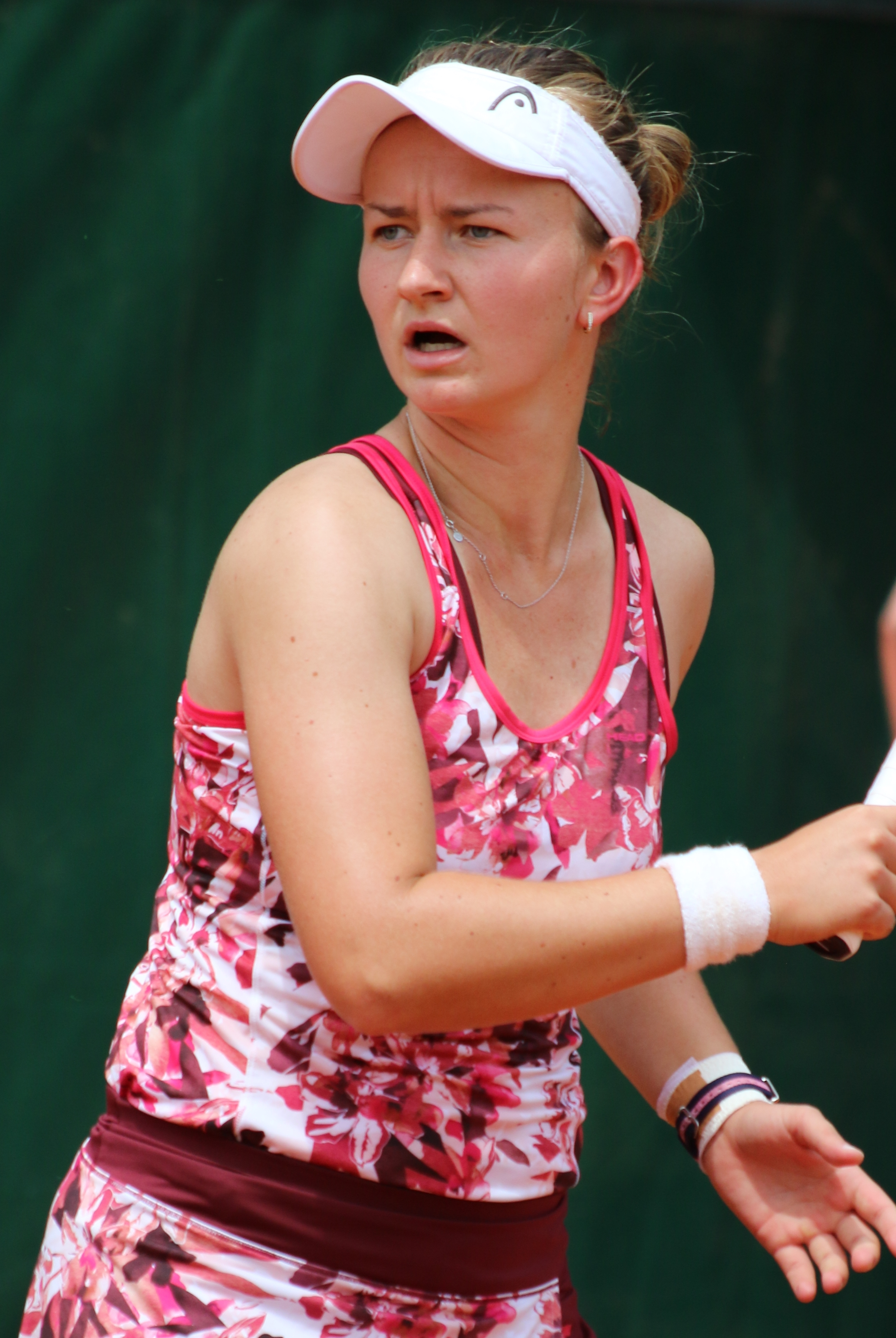
Barbora Krejčíková

10. června – čtvrtek
 Hvězdárny v Česku připravily veřejná pozorování až 19% zatmění Slunce (s vrcholem okolo 12:39 SELČ). 
 Evropský parlament přijal právně nezávaznou rezoluci odsuzující střet zájmů českého premiéra Andreje Babiše. 
12. června – sobota
 Barbora Krejčíková (na obrázku) zvítězila ve finále ženské dvouhry na French Open. 
13. června – neděle
 Naftali Bennett složil přísahu jako nový izraelský premiér, čímž skončilo dvanáctileté období vlády Benjamina Netanjahua. 
15. června – úterý
 Ve věku 93 let zemřel sovětský kosmonaut Vladimir Šatalov. 
17. června – čtvrtek
 Ve věku 97 let zemřel první prezident nezávislé Zambie Kenneth Kaunda. 
 Čína vyslala první posádku k vesmírné stanici Tchien-kung. 
18. června – pátek
 V íránských prezidentských volbách zvítězil Ebráhím Raísí. 
 Americký prezident Joe Biden podepsal zákon stanovující 19. červen federálním svátkem na připomínku konce otroctví v zemi. 
 Únik jedovatého sulfanu v areálu firmy zabývající se zpracováním tekutých průmyslových kalů v Plzni-Skvrňanech vedl k úmrtí tří osob. 
 Ve věku 91 let zemřel na covid-19 indický běžec Milkha Singh. 
20. června – neděle
 Čtyři české vojáky z 601. skupiny speciálních sil obvinila policie z podílu na smrti afghánského bojovníka Vahidulláha Chána. 
21. června – pondělí

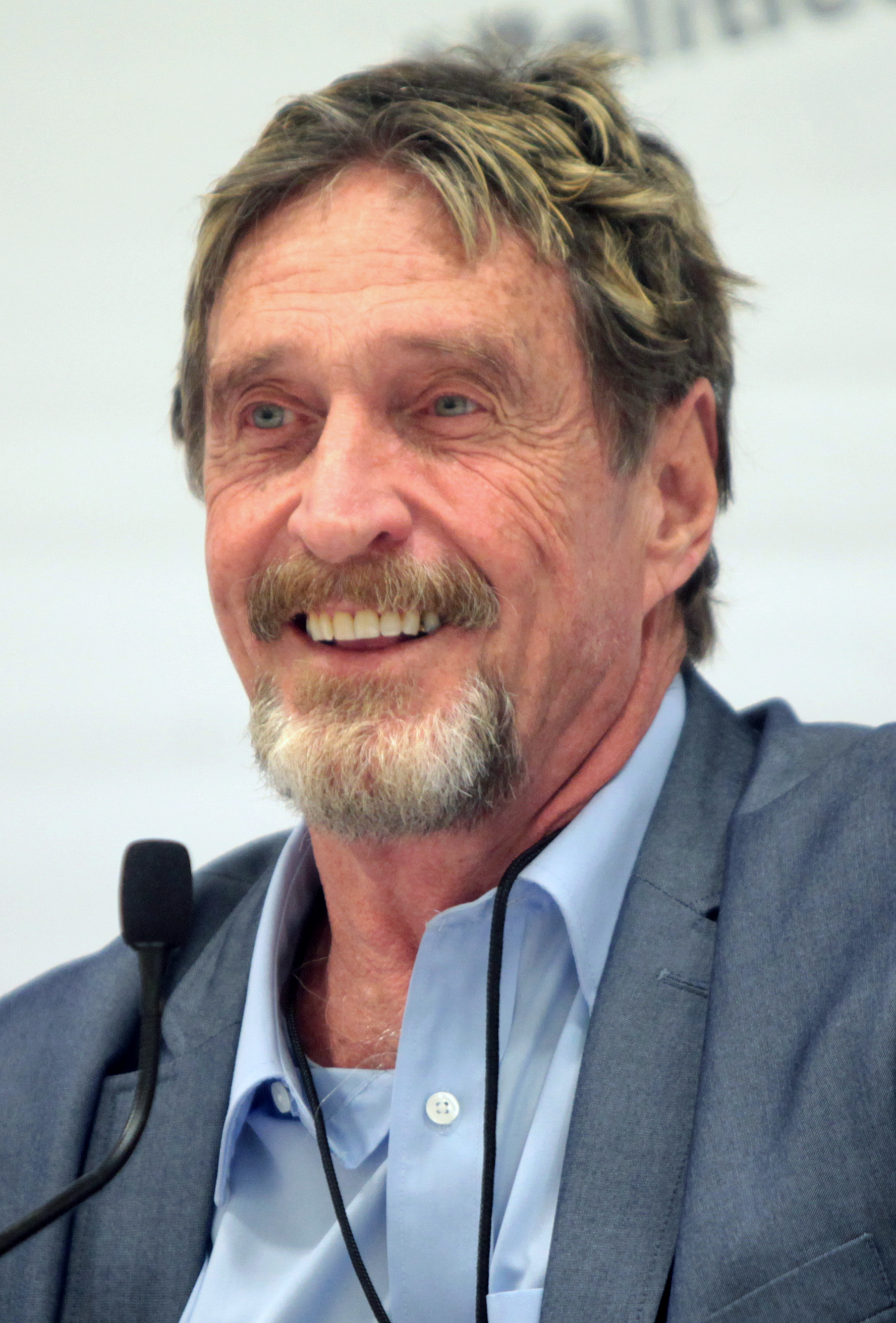
John McAfee

 V arménských parlamentních volbách zvítězila strana Občanská smlouva premiéra Nikoly Pašinjana se ziskem 53,92 % hlasů. 
 Ve věku 84 let zemřela herečka Nina Divíšková. 
 Riksdag vyslovil nedůvěru vládě premiéra Stefana Löfvena. 
23. června – středa
 John McAfee (na obrázku), 75letý zakladatel antivirové společnosti McAfee, byl nalezen mrtvý v jeho cele ve Španělsku. 
24. června – čtvrtek

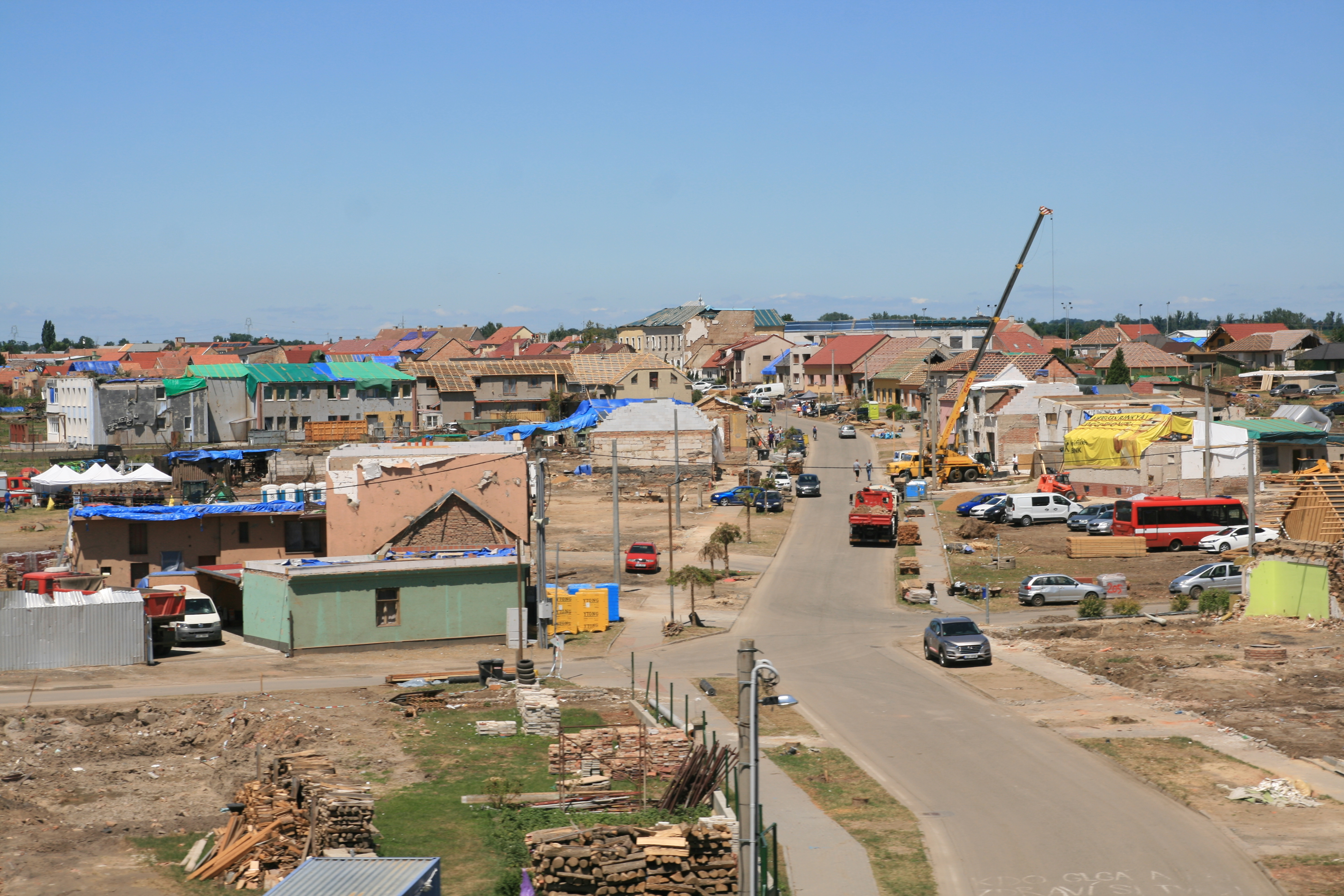
obec Hrušky po tornádu

 Hongkongský deník Apple Daily po zatčení 5 vedoucích představitelů a zmrazení financí dle zákona o národní bezpečnosti vydal své poslední vydání. 
 UEFA zrušila pravidlo venkovních gólů. 
 Obcemi na pomezí Břeclavska a Hodonínska prošla extrémní bouře s tornádem (na obrázku): zemřelo nejméně 5 lidí, dalších 200 až 300 osob utrpělo různě těžká zranění. 
 V Miami (Florida) se částečně zřítila 12patrová budova na pobřeží. Pohřešováno je až 150 lidí. 
25. června – pátek
 Bývalý policista Derek Chauvin byl odsouzen ke 22,5 letům odnětí svobody za vraždu George Floyda. 
 Děti Země vyhlásily Ropákem roku 2020 vicepremiéra Karla Havlíčka, Zelenou perlu za antiekologický výrok udělily ministru životního prostředí Richardu Brabcovi. 
 Izraelští archeologové v časopise Science popsali doposud neznámou populaci prehistorického člověka z oblasti Předního východu, kterému dali název "člověk z Nešer Ramla". 
26. června – sobota
 Předběžná vládní zpráva odtajnila 144 pozorování neidentifikovaných létajících objektů. 
29. června – úterý
 Rekordní téměř padesátistupňová vedra, která již třetím dnem sužují západní Kanadu, si vyžádala již desítky obětí. 
 Řecká policie našla obrazy Pabla Picassa Hlava ženy a Pieta Mondriana Větrný mlýn ukradené v roce 2012 z Národní galerie v Athénách. 
 Na Úřadu práce v Bělehradské ulici v Praze došlo ke střelbě, která si vyžádala jednu oběť. Pachatel byl vypátrán a zadržen Policií ČR o několik hodin později v centru Prahy. 